# NGC 7082
NGC 7082 (również OCL 209) – gromada otwarta znajdująca się w gwiazdozbiorze Łabędzia. Odkrył ją William Herschel 19 października 1788 roku. Jest położona w odległości ok. 4,7 tys. lat świetlnych od Słońca.